# Portret Winstona Churchilla

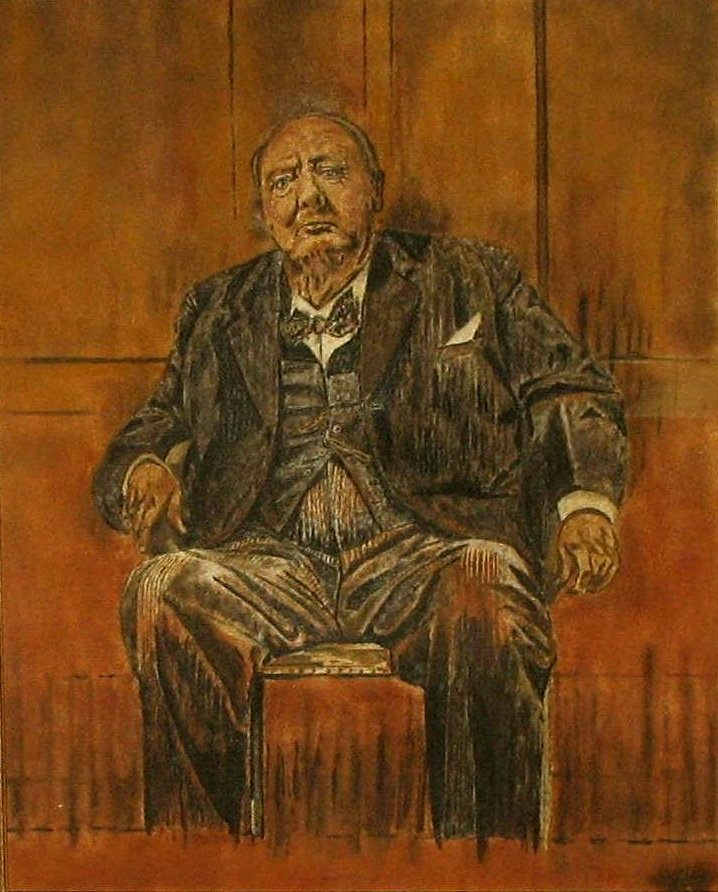
Portret Winstona Churchilla wykonany w 1978 roku przez Briana Pike’a, na podstawie portretu autorstwa Grahama Sutherlanda.

Portret Winstona Churchilla – obraz namalowany przez Grahama Sutherlanda w 1954 roku.
Obraz został zamówiony przez parlamentarzystów dwóch izb brytyjskiego parlamentu z okazji 80. urodzin Churchilla i przedstawiał go siedzącego na krześle. Portret zaprezentowano podczas uroczystości w Pałacu Westminsterskim 30 listopada 1954 roku.

## Historia obrazu
Sutherland rozpoczął pracę nad obrazem w sierpniu 1954 roku od spotkania z Churchillem w Chartwell. W trakcie kolejnych spotkań Sutherland skupiał się na odpowiednim odwzorowaniu głowy oraz dłoni ówczesnego premiera Zjednoczonego Królestwa, czego efektem było powstanie wielu pomniejszych prac i szkiców. Zdarzało się, że w trakcie sesji Sutherlandowi towarzyszyła jego żona oraz fotografka Elsbeth Juda, która wykonywała zdjęcia będące później dla Sutherlanda punktem odniesienia do jego pracy. Ostatnie spotkanie odbyło się w listopadzie 1954 roku w pałacu Chequers.
20 listopada 1954 roku Clementine Churchill odwiedziła rodzinę Sutherlandów w ich domu w Kent, żeby zobaczyć obraz. Początkowo portret podobał się małżonce Winstona Churchilla, chwaliła dzieło za prawdziwość, ostatecznie stwierdziła, że jej mąż wygląda na nim jak okrutny potwór. Dwa dni później Sutherland wysłał obraz na 10 Downing Street, gdzie zobaczył go po raz pierwszy w całej okazałości Winston Churchill (wcześniej Churchill widział obraz na czarno białej fotografii dostarczonej przez żonę). Obraz podobnie jak fotografia nie spodobał się premierowi, uznał go za złośliwość, ostatecznie jednak po namowach zaakceptował portret. Oficjalna prezentacja obrazu odbyła się 30 listopada 1954 roku w Pałacu Westminsterskim w trakcie uroczystości, z okazji 80. urodzin Churchilla. W wydarzeniu, które rozpoczęło się w południe wzięło udział 2500 gości.
Następnie, znienawidzony przez Winstona i Clementine obraz trafił na kilka tygodni na 28 Hyde Park Gate, po czym został przetransportowany do posiadłości Chartwell nieopodal Westerham, gdzie nigdy nie był prezentowany.
Po śmierci Clementine Churchill w 1977 roku, jej rodzina wyjawiła, że obraz został zniszczony, prawdopodobnie w 1955 lub 1956 roku. Portret miał zostać spalony przez prywatną sekretarkę Clementine Churchill. Część szkiców przygotowawczych Sutherlanda znajduje się w National Portrait Gallery w Londynie.

## Kultura masowa
Dziewiąty odcinek pierwszego sezonu serialu The Crown poświęcony jest między innymi pracy Sutherlanda nad portretem Winstona Churchilla.